# Rocca d’Ambin
Rocca d’Ambin (fr. Mont d’Ambin) – szczyt w Alpach Kotyjskich, części Alp Zachodnich. Leży na granicy między Włochami (Piemont) a Francją (Sabaudia). Szczyt można zdobyć drogami ze schronisk: Rifugio Levi Molinari (1850 m) oraz przede wszystkim z Rifugio Luigi Vaccarone (2747 m). Jest to najwyższy szczyt małej podgrupy Alp Kotyjskich – Gruppo dell’Ambin, do której należą między innymi: Dents d’Ambin (3371 m), Punta Ferrand (3348 m) i Monte Niblè (3365 m). Najbliżej położone miejscowości to: Exilles i Chiomonte we Włoszech.